# Sejm wolny
Sejm wolny – sejm Rzeczypospolitej Obojga Narodów obradujący bez węzła zawiązanej konfederacji. 